# Vi eksperimenterer med ...
Vi eksperimenterer med ... er en serie hobbybøger fra Høst & Søn om elektronik, udgivet fra 1963 til 1975. Gunnar Møller har oversat nr. 7 fra norsk og har selv skrevet de andre syv.
1. Vi eksperimenterer med elektriske måleinstrumenter, 1963; 2. opl. 1969, ISBN 87-14-26991-0
2. Vi eksperimenterer med alarmapparater, ringeanlæg og hustelefoner, 1964; 2. opl. 1969, ISBN 87-14-26992-9
3. Vi eksperimenterer med transistorer og sjov elektronik, 1965; 2. opl. 1966
4. Vi eksperimenterer med nemme radioer, 1969
5. Vi eksperimenterer med radiobyggesæt, 1971, ISBN 87-14-27145-1
6. Vi eksperimenterer med elektroniske byggesæt, 1971, ISBN 87-14-27147-8
7. Vi eksperimenterer med små el-motorer, 2. udg., 1973, ISBN 87-14-27246-6 (1. udgave kom i serien Kvadratbøgerne, 1959)
8. Vi eksperimenterer med dioder og andre halvledere, 1975, ISBN 87-14-27537-6

## El-hobbybogen
En serie fra Høst & Søn, der i emnevalg ligner nogle af bøgerne i serien Vi eksperimenterer med... Disse er genudgaver af bøger, der blev udgivet i 1958 på Gjellerup. Af G. Møller-Hansen.
1. El-hobbybogen, 1972, ISBN 87-14-27245-8
2. El-amatøren: el-hobbybogen 2, 1973, ISBN 87-14-27346-2